# Przyjazny i miły
Przyjazny i miły (ang. Nice and Friendly) – amerykański film komediowy w reżyserii Charliego Chaplina.
Film jest pozbawiony spójnej fabuły i bardziej przypomina amatorskie dzieło. Chaplin nakręcił go na tyłach własnego domu jako prezent ślubny dla Lorda Mountbattena i jego żony. 

## Obsada
- Charlie Chaplin – włóczęga
- Jackie Coogan – chłopiec
- Edwina Mountbatten – bohaterka
- lord Louis Mountbatten – bohater